# ATP (pracownia architektoniczna)
ATP Planungs- und Beteiligungs AG – austriacka grupa architektoniczna i inżynieryjna z siedzibą w Innsbrucku w Austrii założona w 1951 roku. Posiada swoje oddziały w lokalizacjach na terenie Europy.

## Historia

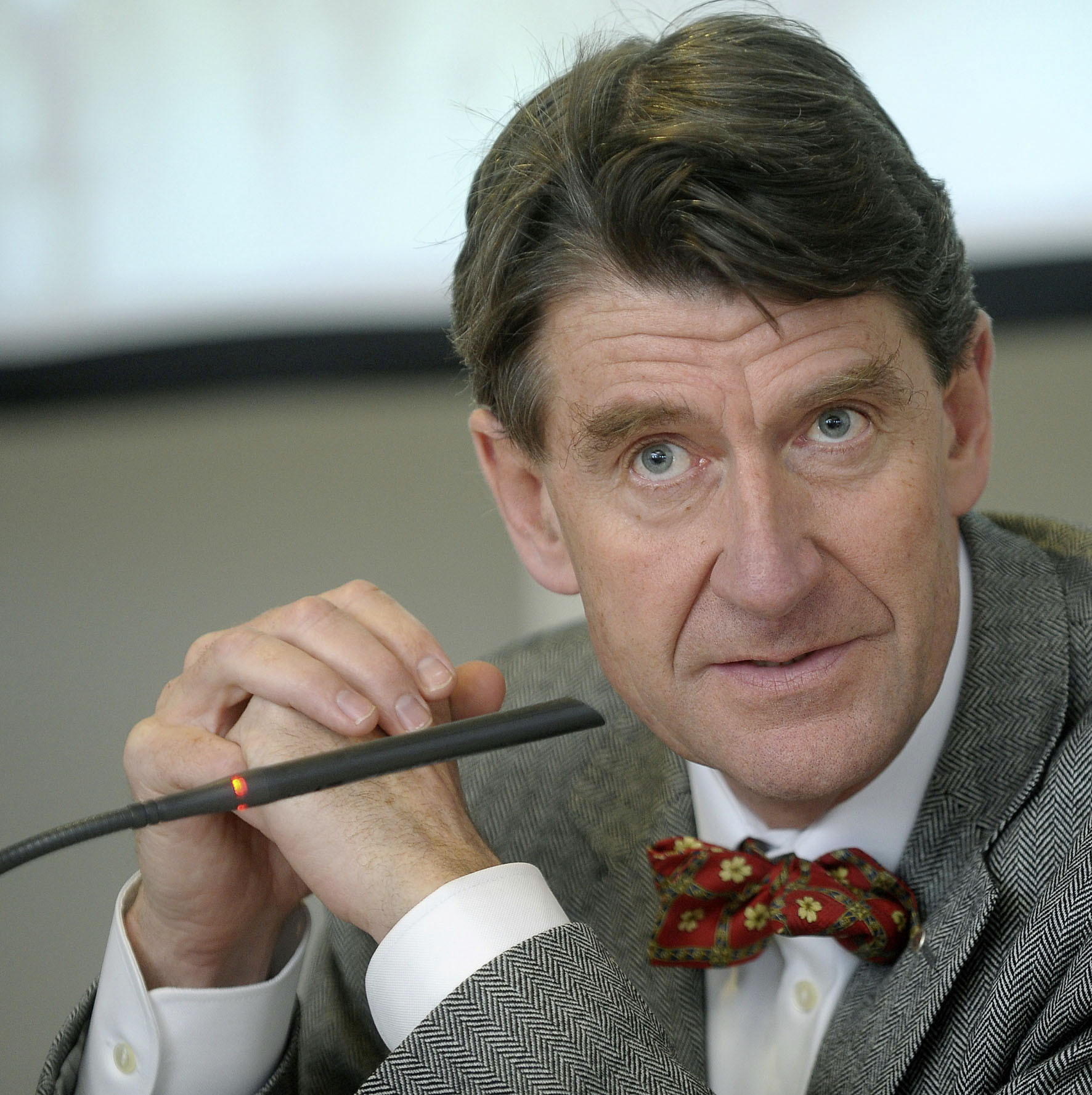
Christoph Achammer

Biuro ATP założył w 1951 roku w Innsbrucku austriacki architekt Fred Achammer, chcąc głównie zajmować się projektami budynków przemysłowych. W 1976 roku jednoosobowe biuro weszło w partnerstwo z Sigfride Tritthartem oraz Guntherem Fröhlichem w celu rozwoju swojej oferty o wykonywanie kompleksowych projektów dla przemysłu. W 1985 roku otwarto pierwsze przedstawicielstwo biura w Wiedniu. W 1987 roku do biura dołączył jako partner Christoph Achammer. Dwa lata później otwarto przedstawicielstwo w Monachium, które później przyczyniło się także do otwarcia kolejnych oddziałów w Niemczech. W 1999 roku założono spółkę ATP Planungs- und Beteiligungs AG jako spółkę matkę dla mniejszych spółek stanowiących kolejne oddziały biura. W latach 2001–2005 architekci ATP brali udział w obradach Europejskiego Forum w Alpbach jako przedstawiciele branży architektonicznej. W 2002 roku Christoph Achammer otrzymał tytuł profesora nadzwyczajnego Uniwersytetu Technicznego w Wiedniu, czym zapoczątkowano współpracę między tą instytucją a ATP. W kolejnych latach powstały biura zależne od ATP, takie jak m.in. ATP sphere, ATP parametric design, ATP sustain oraz PMP Project Management Partners, doszło także do przejęcia grupy architektonicznej N+M z Frankfurtu nad Menem, Haid & Partner, czy też Kundert Planer. Założono także spółkę joint-venture z biurem KFP Architekten z Zurychu. 

## Struktura
W skład grupy ATP Planungs- und Beteiligungs AG wchodzą:

- ATP Innsbruck,
- ATP Wiedeń,
- ATP Monachium,
- ATP Frankfurt,
- ATP Berlin,
- ATP Norymberga,
- ATP Hamburg,
- ATP Karlsruhe,
- ATP Zurych,
- ATP Zagrzeb,
- ATP Budapeszt,
- ATP Moskwa,
- ATP Kraków,
- D&R Studios (Innsbruck, Wiedeń, Berlin, Frankfurt, Monachium, Zurych),
- ATP health (Akwizgran),
- ATP sustain (Monachium),
- ATP zero (Monachium),
- Hochstrasser Glaus & Partner (Zurych),
- Plandata (Wiedeń, Innsbruck, Wels, Monachium, Offenbach),
- redserve (Innsbruck),
- foodfab (Innsbruck, Monachium),
- FactoryXperts (Eschlikon, Recklinghausen),
- Mint Architecture (Wetzikon).

## Wybrane nagrody
2010

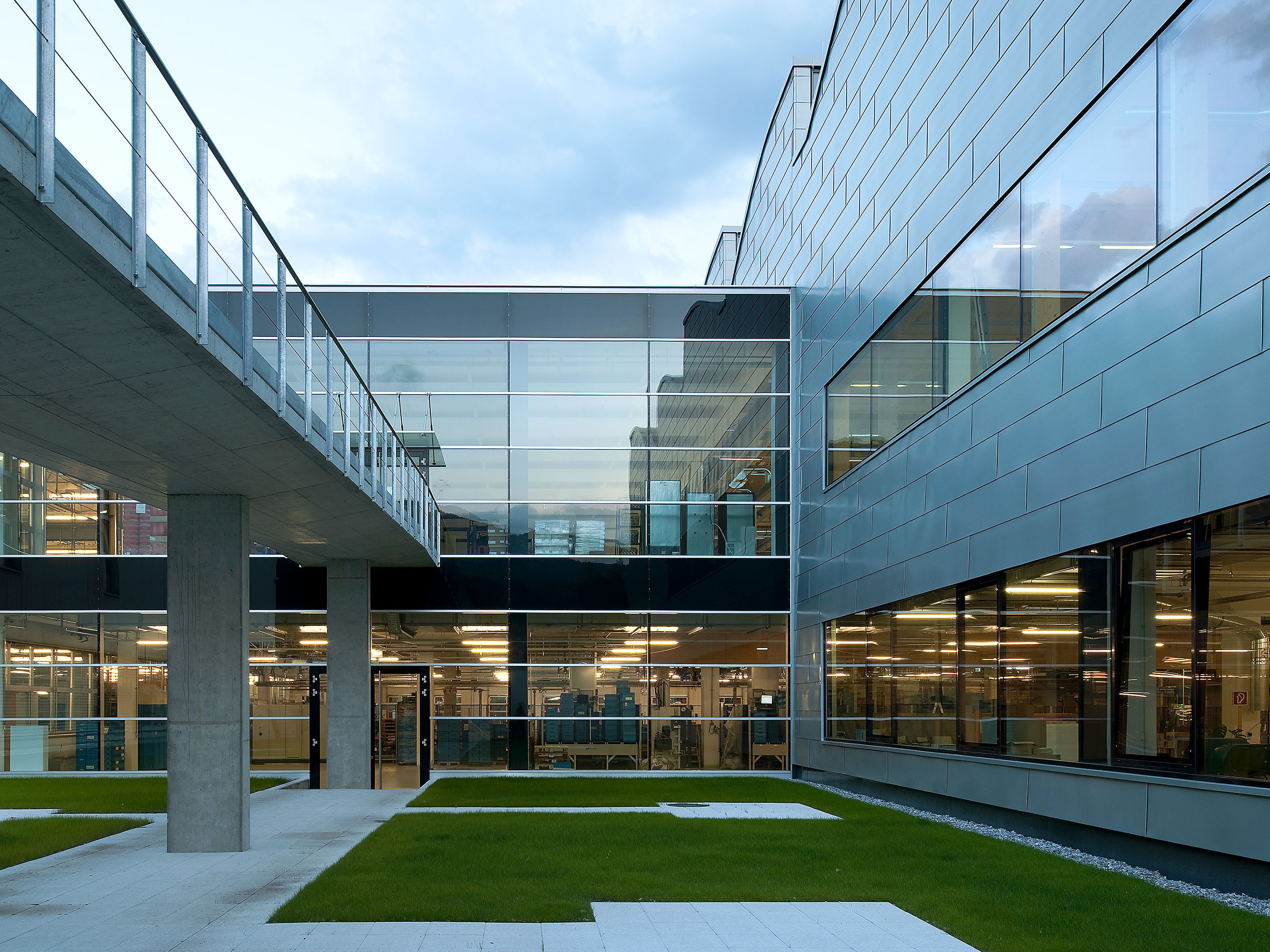
Hilti P4 plus

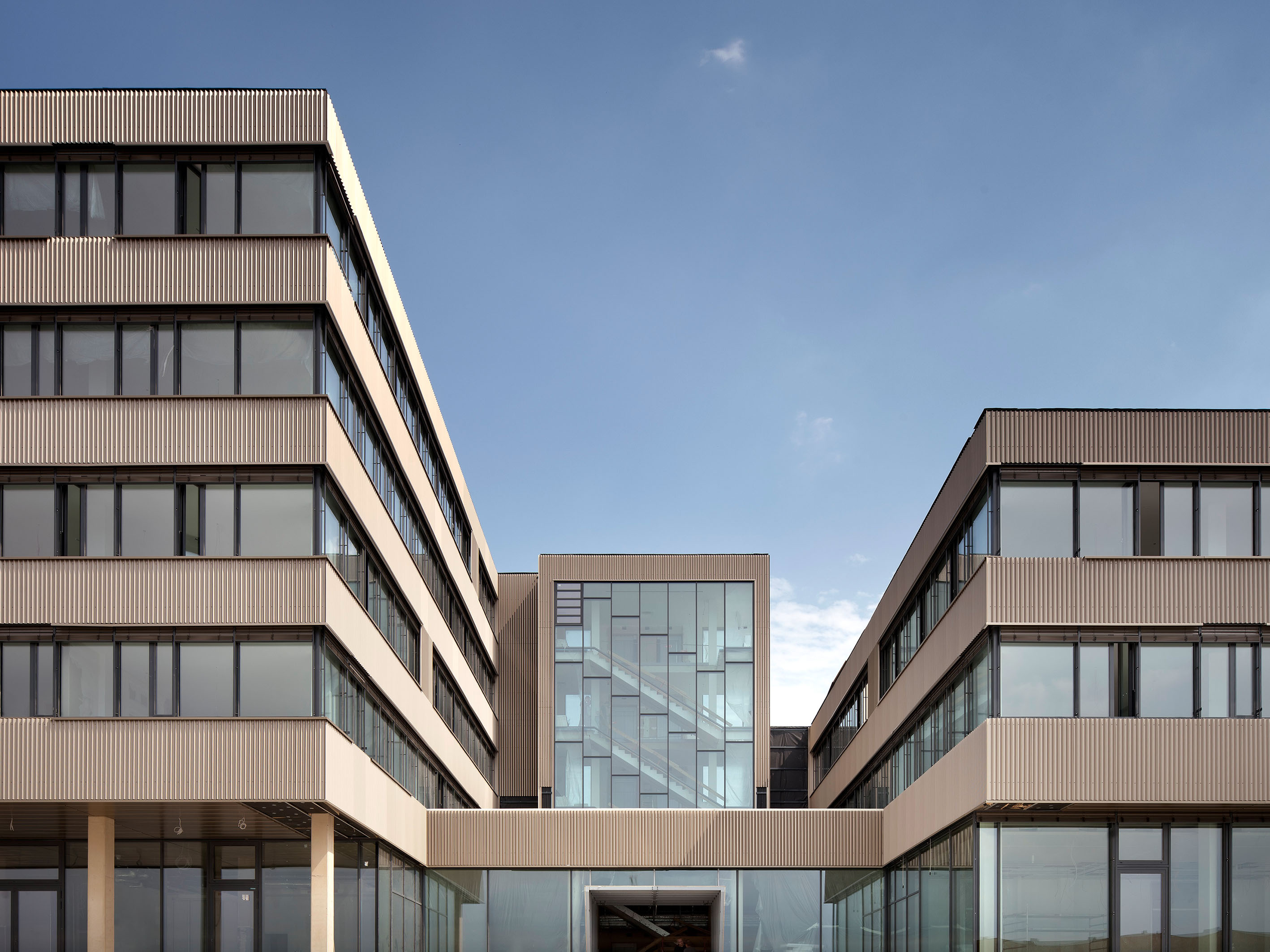
Aspern IQ

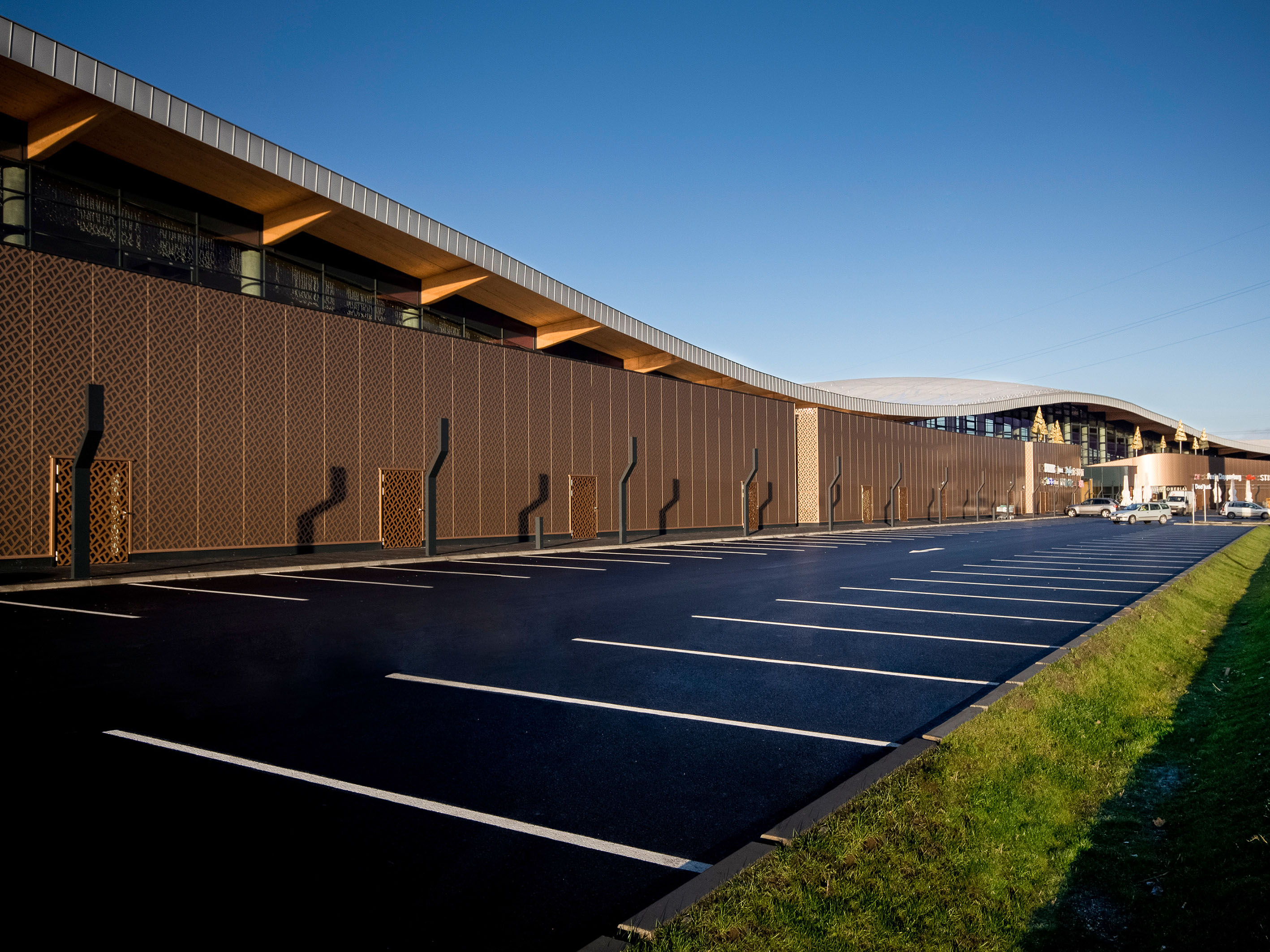
Centrum handlowe G3

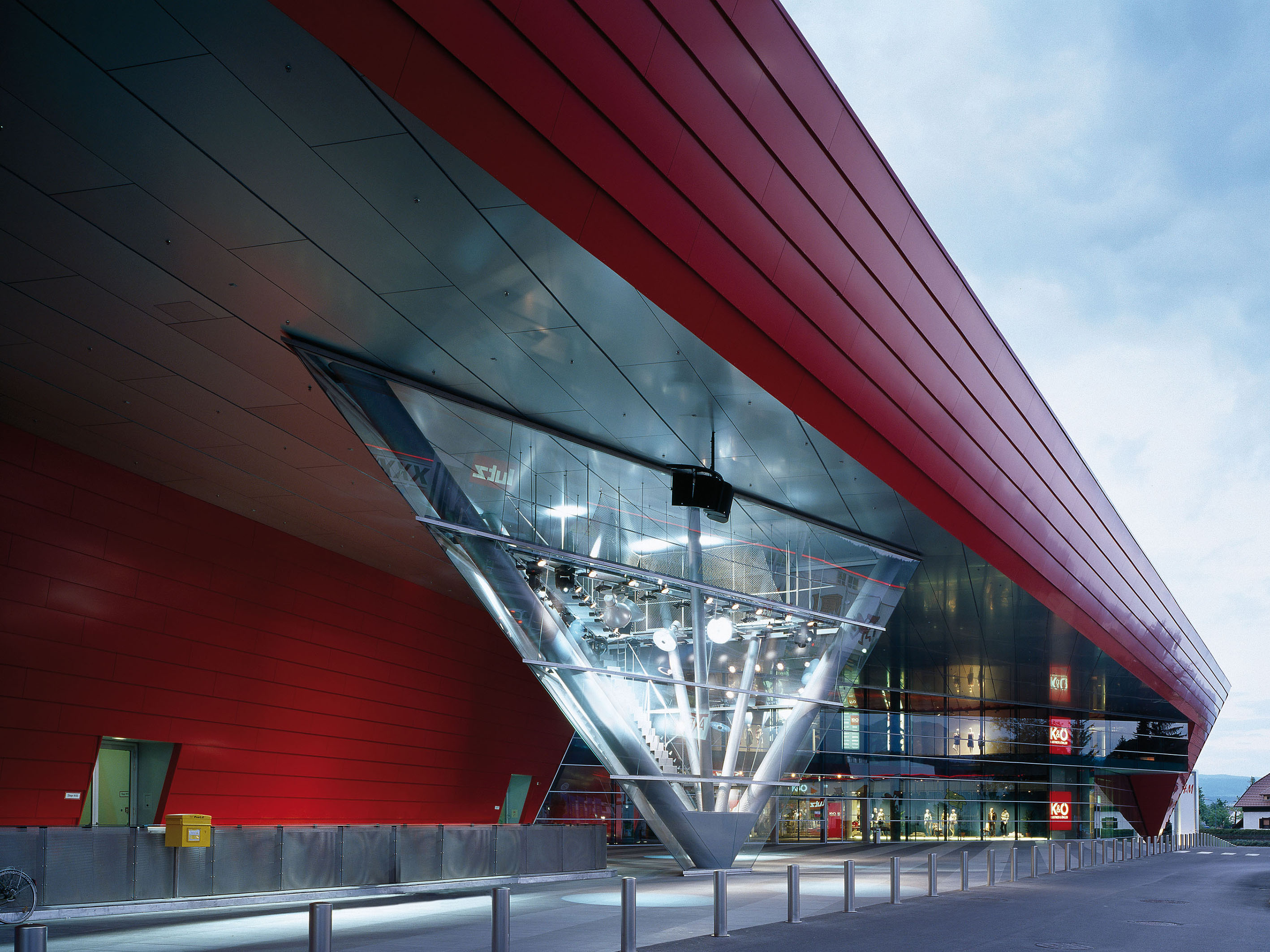
Centrum handlowe Atrio

- nagroda Immobilienmarken-Award 2010;

2011
- nagroda księcia Liechtensteinu za projekt budynków produkcyjno-handlowych Hilti P4 plus;
- nagroda Architekt Roku 2011 dla Christophera Achammera;
- nagroda Best Workplace za projekt biurowca Tönnies we Frankfurcie nad Menem;
- nagroda Autodesk BIM Award;

2012
- nagroda Austriackiego Stowarzyszenia Zrównoważonego Budownictwa i certyfikat TQB za projekt centrum technologicznego Aspern IQ w wiedeńskiej dzielnicy Seestadt Aspern;
- nagroda Immobilienmarken-Award 2012;

2013
- nagroda Iconic Award 2013 za projekt centrum handlowego G3 w Gerasdorf bei Wien;
- nagroda WIN Award za projekt baru Erlkönig w Innsbrucku;

2014
- nagroda 1. miejsca Real Estate Brand Award 2014 w kategorii „Architektura”;
- nagroda GB ID Award 2014 za projekt Aspern IQ;
- nagroda landu Dolnej Austrii Holzbaupreis 2014 za projekt centrum handlowego G3;

2015
- nagroda Austriackiego Stowarzyszenia Zrównoważonego Budownictwa i certyfikat TQB Złoty standard;

2016
- nagroda 1. miejsca Innovatives Gebäude 2016 Uniwersytetu Technicznego w Innsbrucku;
- nagroda 1. miejsca Energy Globe Award Tirol;

2017
- nagroda 1. miejsca Real Estate Brand Award 2017 w kategorii „Architekci”;
- nominacja do nagrody państwowej Staatspreis w dziedzinie architektury;

2018
- nagroda German Design Award 2019 za projekt budynku biurowego OMV w Wiedniu;
- nagroda Iconic Award za projekt Bildungszentrum w Holzgau;

Źródło: